# 斯塔克縣 (俄亥俄州)
斯塔克县（英語：Stark County）是美国俄亥俄州東北部的一個縣。面積1,505平方公里。根據2020年美國人口普查，共有人口374,853人。縣治坎頓 （Canton）。該縣成立於1808年2月13日。縣名紀念美國獨立戰爭時期軍官約翰·史塔克。